# Spello
Spello (a l'antiguitat: Hispèl·lum) és una ciutat i comune (municipi) d'Itàlia, a la província de Perusa, a la regió d'Úmbria, situat uns 6 km al nord de Foligno i a uns 10 km al sud d'Assís. L'1 de gener de 2018 tenia 8.565 habitants.
L'antiga ciutat emmurallada es troba en una carena inclinada (en direcció nord-oest sud-est) que finalment arriba a la plana. Des de la part superior de la carena, Spello ofereix una bona vista de la plana d'Umbria cap a Perusa; a la part inferior de la carena, la ciutat surt de les seves muralles en una petita secció moderna (o "Borgo") servida per la línia de ferrocarril de Roma a Florència passant per Perusa.

## Història
Poblat en l'antiguitat pels umbres, es va convertir en una colònia romana al segle I aC. Sota el regnat de Constantí I el Gran es deia Flavia Constans, tal com demostra un document conservat al palau comunal local.

## Llocs d'interès

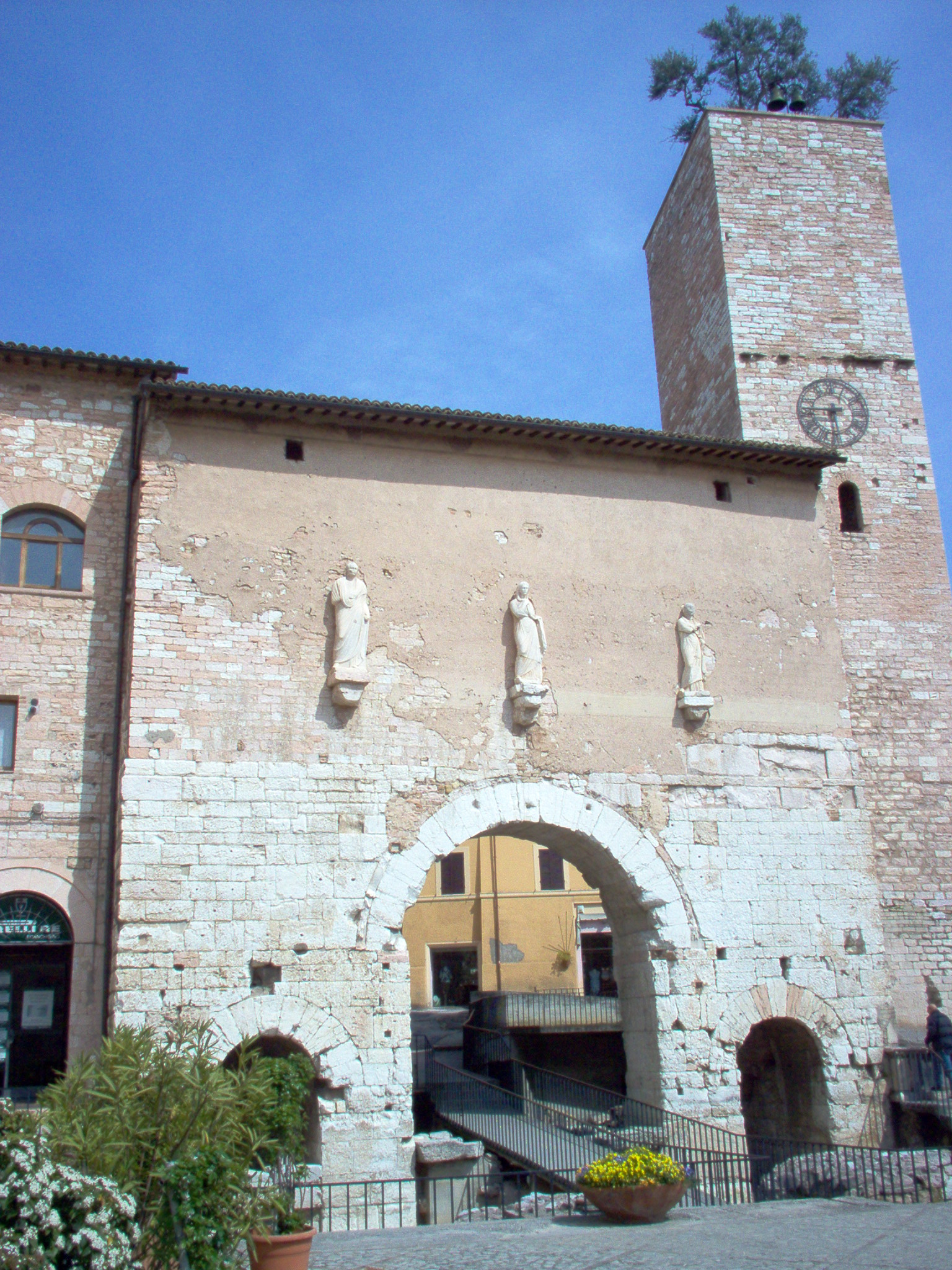
La Porta Consolare, del segle I aC. Les estàtues són de la zona de l'amfiteatre de Spello.

La ciutat densament poblada, construïda amb pedra, conserva el seu aspecte medieval: està tancada dins de les muralles medievals construïdes sobre restes romanes, incloent tres portes romanes antigues (Porta Consolare, Porta di Venere i Arc de August) i traces de tres més. La ciutat va incorporar les restes d'un amfiteatre.
Entre les esglésies d'interès de la ciutat hi ha:
- Santa Maria Maggiore (coneguda a partir de 1159): l'església probablement va ser construïda sobre un antic temple dedicat a Juno i Vesta. La façana té un portal romànic i un campanar del segle xiii, mentre que les pilastres situades al costat de l'absis tenen frescos de Perugino (1512) i el posterior Spello Pietà del mateix artista. Les obres més destacades són els frescos de Pinturicchio a la capella Baglioni. L'artista umbri va ser cridat a pintar-los cap al 1500 per Troilo Baglioni, després d'acabar la decoració dels apartaments Borgia del Vaticà. El cicle inclou una "Anunciació", una "Nativitat" i una "Disputa amb els metges", a més de quatre "sibilas" a la volta.
- Sant'Andrea (coneguda a partir del 1025). Església amb frescos del segle xiv i un retaule de Pinturicchio.
- San Lorenzo, (s. XII): església on Sant Bernardí da Siena va començar els seus sermons el 1438.
- San Claudio (s. XI o abans), un elegant exemple de l'arquitectura romànica, amb un rosetó a la façana asimètrica. L'interior té frescos votius del segle xiv de l'escola umbra. Es diu que s'ha construït sobre les restes d'un cementiri paleocristià.
- Capella de Tega (segle XIV), amb frescos de l'escola d'Úmbria del segle xv, incloent una "Crucifixació" atribuïda a Nicolò Alunno.

Altres punts d'interès són:
- Palazzo Comunale Vecchio. Antic ajuntament, construït el 1270 i ampliat després del final de la senyoria Baglioni, entre 1567 i 1575. Té algunes sales amb frescos, una atribuïda als germans Zuccari. Es troba davant d'una font del segle xvi.
- Palazzo dei Canonici. Priorat annex a l'església de Santa Maria Maggiore, que ara alberga la Galeria d'Art de la Ciutat (Pinacoteca Cívica). Entre els artistes destacats es troben el Maestro dell'Assunta d'Amelia, Cola Petruccioli, Zaccaria di Filippo Mazzola (germà de Parmigianino), Andrea d'Assisi també anomenat Ingegno, i una "Madonna i el Nen" de Pinturicchio.
- Palazzo Cruciali, construït a principis del segle xvii.
- Palazzo Baglioni, erigit com a mansió fortificada cap al 1359. El Palau del Governador té frescos del segle xvi.
- Arc d'August (segle I aC-I dC).

A la plana, prop de San Claudio, es troben les restes d'un amfiteatre romà semi-excavat; i una petita vall a l'est de la ciutat és notable per les traces de centuriació romana.
Més enllà de la ciutat pròpiament dita, els principals monuments són l'església de San Silvestro a Collepino i l'església de la Madonna della Spella amb frescos votius de l'època medieval tardana.

## Ciutats agermanades
- Alfonsine, Itàlia, des de 1974